# Gerardo Di Giusto
Gerardo Di Giusto (* 30. Januar 1961 in Córdoba) ist ein argentinischer Pianist und Komponist.

## Leben
Nach einer Ausbildung am Konservatorium seiner Geburtsstadt setzte Di Giusto seine Studien 1985–88 an der Pariser Jazzschule C.I.M. bei Laurent Cugny fort und studierte Komposition am Conservatoire Régional de Saint Maure.
Er wirkte dann als Klavierbegleiter und Arrangeur für die Tangomusiker Amelita Baltar und Juan José Mosalini, die Interpreten lateinamerikanischer Musik Orlando Poleo, Miguel „Angá“ Díaz und Orlando „Maraca“ Valle und Jazzmusiker wie Julien Lourau und „Magic“ Malik Mezzadri. Von 1994 bis 1999 studierte er Orchesterleitung bei Dominique Rouits an der École normale de musique de Paris.
Seit den 1990er Jahren ist Di Guisto auch als Komponist aktiv. Neben zahlreichen Klavierwerken entstanden auch Kompositionen für Orchester (darunter die Suite Concertante para Piano y Orquesta de Vientos) und Kammermusik. Daneben blieb er in der Gruppe Córdoba Reunion (mit Javier Girotto, Minino Garay und Carlos „El Tero“ Buschini) als Jazzmusiker aktiv. 2003 gründete er mit den japanischen Musikern Aska Kaneko und Tomohiro Yahiro die Gruppe Gaïa Cuatro, mit der er in Japan und Europa auftrat. 2006 nahm er ein Soloalbum als Pianist auf, 2008 ein Duoalbum mit Minino Garay.

## Diskographie
- Córdoba Reunion: Argentina Jazz
- Suite concertante pour piano et orchestre mit dem Orchestre d'Harmonie de l'Armée, 2003
- Gaïa Cuatro: Gaïa, 2004
- Di Giusto y Camerata Ambigua: La Cambiada, 2005
- Gaïa Cuatro: Udin, 2006
- Piano solo, 2006

## Werke
- Solidar 89, Quintett für Klavier, Gitarre, Bandoneon, Flöte und Kontrabass, 1989
- A la Una, Quintett für Klavier, Gitarre, Bandoneon, Flöte und Kontrabass, 1990
- Triptango, Trio für Flöte, Gitarre und Kontrabass, 1990
- El Arcangel, Oratorium für gemischten Chor, (Text: Luis Rigou), 1999
- Milonga – longa, Trio für Klavier, Flöte und Perkussion, 1999
- Aconcagua, Trio für Klavier, Flöte und Perkussion, 1999
- Matis, Trio für Klavier, Flöte und Perkussion, 1999
- Musica Argentina para Cuerdas, 2000
- Primero für Klavier und Streichquintett, 2000
- La Recordada für Klavier und Streichquintett, 2000
- La Cambiada für Klavier und Streichquartett, 2000
- Huayno für Klavier und Streichquintett, 2001
- Chacarrara für Klavier und Streichquintett, 2001
- Himno a algo für Klavier und Streichquintett, 2001
- Chacalenta für Klavier und Streichquintett, 2001
- Bach – Ando la Loma für Klavier, 2001
- Melodia Dedicada für Klavier, 2001
- Suite Concertante para Piano y Orquesta de Vientos, 2002
- Chacabuena für Klavier, 2002
- La Cuadrera für Klavier, 2003
- Suite N° 1 pour Piano, 2004
- El Alma de Martin Fierro für zwei Solisten, Kinderchor und Blasorchester, 2005
- Suite de Centro für Klavier und Saxophonquartett, 2005
- La Revancha del Indio für Harmoniemusik, 2006
- Nueva America, Quintett für Klavier, Violine, Bandoneon, Flöte und Kontrabass, 2006
- Fantaisie pour Euphonium, 2007